# Черней, Аница
Аница Черней (словен. Anica Černej; 3 апреля 1900, Čadram, Оплотница — 3 мая 1944, Равенсбрюк) — словенская учительница, писательница и поэтесса. Она писала стихи для детей, юношей и взрослых, читала лекции по молодёжной литературе и опубликовала биографию детского поэта Отто Жупанчича. Черней умерла в концентрационном лагере Равенсбрюк после ареста в 1943 году. Её именем названы школа и детский сад.

## Ранняя жизнь и образование
Черней родилась в 1900 году, её родители были учителями. В 1905 году она пошла в школу в Гриже, Жалец, а затем в 1915 году отправилась в Марибор, где посещала частную школу для школьных медсестер. Окончив обучение в 1919 году, она работала в школе в Гриже, а через год переехала в Целье.
С 1924 года Черней в течение двух лет посещала Высшую педагогическую школу в Загребе, где училась на преподавателя математики и естественных наук. Проработав несколько лет преподавательницей, она вернулась в Загреб и в 1930 году окончила обучение, получив степень по педагогике, психологии и математике.

## Карьера
Черней работала в средней школе и педагогическом колледже в Любляне, где её основными интересами были социальные и педагогические предметы. Она также была писательницей и педагогом. Черней писала стихи для детей, юношества и взрослых, а также биографию Отто Жупанчича как детского поэта в Попотни. Она подготовила обзор молодёжной литературы для выставки под названием «Словенские книги 1918—1938 гг.» и читала лекции на эту тему. Черней также писала статьи по педагогике и психологии для журнала Popotnik.
Осенью 1943 года она вместе со многими профессорами и студентами была арестована немецкими оккупационными войсками. После десяти дней допросов её отправили в концентрационный лагерь Равенсбрюк, а затем в Нойбранденбург, где она вскоре умерла в возрасте 44 лет. Причиной её смерти, скорее всего, стал туберкулёз. Она была кремирована в концентрационном лагере Равенсбрюк.

## Наследие
В Целе именем Черней назван детский сад, в её честь названы улицы в Словенских Коницах, Словенских Бистрицах, Лищах и Догошах недалеко от Марибора. Также в её честь названа начальная школа в Маколе.